# Livin' My Love
Livin' My Love è una canzone del DJ e produttore americano Steve Aoki dal suo album di debutto in studio Wonderland. È stato pubblicato come singolo il 10 gennaio 2012. La canzone presenta le voci del duo electro-hop americano LMFAO e del duo di cantautori australiani NERVO.

## Grafici e vendite
| Classifica    | Posizione massima |
| ------------- | ----------------- |
| Canada        | 68                |
| Corea del Sud | 1                 |

| Unità vendute             |
| ------------------------- |
| - Corea del Sud 1.530.000 |